# 博若莱地区沃
博若莱地区沃（法語：Vaux-en-Beaujolais，法語發音：[vo ɑ̃ boʒɔlɛ]），或纯音译作沃昂博若莱，是法国罗讷省的一个市镇，属于索恩河畔自由城区。

## 地理
博若莱地区沃（46°3'22"N, 4°35'31"E）面积17.74 平方千米，位于法国奥弗涅-罗讷-阿尔卑斯大区罗讷省，该省份为法国中东部省份，北起顺时针与索恩-卢瓦尔省、安省、里昂大都会、伊泽尔省和卢瓦尔省接壤。
与博若莱地区沃接壤的市镇（或旧市镇、城区）包括：克拉韦索勒、里沃莱、布拉塞、阿泽尔格河畔拉米尔、蒙默拉-圣索尔兰、勒佩雷翁、圣西尔勒沙图。

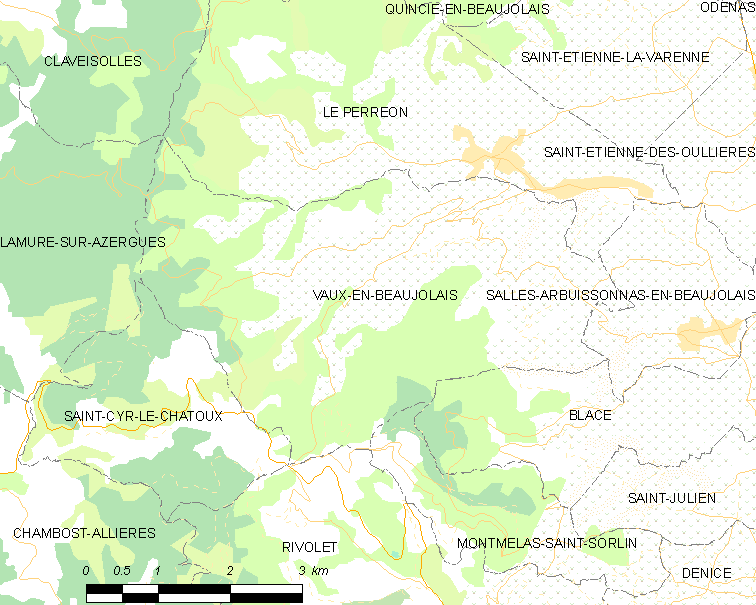
博若莱地区沃的OSM定位图

博若莱地区沃的时区为UTC+01:00、UTC+02:00（夏令时）。

## 行政
博若莱地区沃的邮政编码为69460，INSEE市镇编码为69257。

## 政治
博若莱地区沃所属的省级选区为格莱泽县。

## 人口

1962-2008年间博若莱地区沃人口变化图示

博若莱地区沃于2022年1月1日时的人口数量为1153人。